# Raúl Mazza
Raúl Mazza (Buenos Aires, 6 de juny de 1888 - Buenos Aires, 24 de febrer de 1948) fou un pintor argentí.

## Biografia
Va emprendre la seva carrera artística estudiant en l'Associació d'Estímul de les Belles Arts de la ciutat de Buenos Aires, on va estudiar entre els anys 1902 i 1905 tenint com un dels seus principals mestres a l'escultor Arturo Dresco. Al sortir va obtenir cert renom com pintor de gènere i d'escenes costumistes argentines, va exposar moltes d'aquestes obres al Saló Nacional de Pintura des de 1912 fins a 1947. Prèviament, ja el 1910 el Congrés Nacional li va atorgar una beca de perfeccionament a Europa, de manera que va poder assistir entre 1911 i 1912 a l'estudi de Giovanni Giacometti a Florència i després estudiar a París amb Anglada Camarasa a l'estudi del qual va conèixer al seu compatriota Tito Cittadini.
Després del seu retorn a l'Argentina Raúl Mazza va obtenir el càrrec de professor en l'Escola d'Arts Decoratives de Buenos Aires, de la qual va passar a ser director el 1944. Mentre, el 1931 va realitzar panells decoratius per a l'Exposició Internacional de Nova York, així com murals als edificis dels Ministeris d'Hisenda i Obres Públiques de Buenos Aires.

## Obra
La seva tècnica és senzilla (freqüentment ha recorregut a l'oli sobre llenç) encara que bé assolida: una sàvia disposició dels objectes i personatges i l'ús d'una pauta acolorida i lluminosa encara que mesurada, amb pocs extrems cromàtics. Cal notar que, malgrat desenvolupar tota la seva obra en ple període de les avantguardes del segle xx, la seva obra es manté bastant distant de les mateixes i dins d'un tradicional figurativisme, amb lleugers influxos de l'impressionisme.